# نیام کامپر
نیام کامپر (انگلیسی: Fascia of Camper) در ناحیهٔ شکم، کمی پایین‌تر از ناف، نیام سطحی به دو لایه تقسیم می‌شود: یک لایهٔ سطحی یا نیام چرب که همین نیام کامپر است و دیگری یک لایهٔ عمقی به نام نیام اسکارپا یا نیام غشایی می‌باشد.
نیام کامپر یک ورقهٔ چربی است که به سمت پایین ادامه می‌یابد، در ناحیهٔ کیسه بیضه چربی خود را از دست داده و دارای فیبرهای عضلانی صاف به نام دارتوس (Dartus) می‌شود. ماهیچهٔ دارتوس در افراد مذکر از نیام کامپر به وجود می‌آید.